# هربرت سي. آدامز
كان هربرت تشارلز فاسال آدامز (16 ديسمبر 1873 - 1 يوليو 1955)، هاوي طوابع بريطانيًا، أُضيف إلى قائمة هواة جمع الطوابع المتميزين عام 1946.
كان آدامز خبيرًا في طوابع البريد البريطانية القديمة، ونائبًا لرئيس الجمعية الملكية لهواة الطوابع في لندن.
بالإضافة إلى إشادته بمهاراته في هواة الطوابع، وصفه ك. م. بومونت، زميله القديم في العمل، في مجلة لندن لهواة الطوابع، بأنهُ "شخصية محبوبة، من النوع الذي ربما كان هوراس يفكر فيه عندما كتب "si fractus illabatur orbis, impavidum ferient ruinae". كان رجلًا صغيرًا عظيمًا، ولن يكون من الممكن شغل مكانه في مجالس وقلوب أعضاء الجمعية."

## وفاته
توفي هربرت آدامز في حادث سيارة.